# Миттер, Герхард
Ге́рхард Ми́ттер (нем. Gerhard Mitter, 30 августа 1935 — 1 августа 1969) — немецкий автогонщик и мотогонщик, пилот Формулы-1. Трёхкратный чемпион Европы по горным гонкам[уточнить].

## Биография

### Детство и юность
Герхард Миттер родился в Шенлинде (Красна-Липа) в Чехословакии. Он провел свои первые годы в Куннерсдорфе около Райхенберга, где его родители Август и Марта Миттер владели мясной лавкой. Когда отца призвали на военную службу, мать переехала с ребёнком к родителям в Шенлинде, где родился Миттер. В 1945 году Марте Миттер пришлось бежать с сыном и первой дочерью, родившейся в 1943 году. Август Миттер считался пропавшим без вести, пока он не сообщил о себе из Леонберга, расположенного под Штутгартом, освободившись после краткого американского плена. В 1946 году Марта Миттер также приехала туда с детьми.
Семья нашла квартиру в Корнтале. Герхард Миттер учился в старшей школе — сначала в Корнтале, затем в Бад-Райхенхалле, которую он покинул рано для того, чтобы начать обучение на механика и электрика. Уже во время обучения он вел гонки по бездорожью на самодельном мотоцикле NSU Werke AG.

### Начало карьеры (гонки на мотоциклах)
Герхард Миттер провел свою первую гонку в мае 1952 года. В автомобильной мастерской отца, который после войны бросил работу мясника, Герхард восстановил мотоцикл «Фокс» и начал регулярно практиковаться на нем, сначала против воли своих родителей. После нескольких лет управления на мотоциклах NSU Герхард сконструировал новый мотоцикл сначала на базе Dampf Kraft Wagen, а потом на базе MV Agusta. Его самым большим успехом в 1955 году стала победа на Чемпионате Германии среди юниоров в классе до 125 см³. В связи с падением немецкой мотоциклетной индустрии в конце 1950-х Миттер отказался от участия в гонках на мотоциклах. Герхард Миттер женится 4 октября 1957 года, а в 1958 году сдает экзамен на мастера-механика.

### Гоночная карьера (гонки на автомобилях)
В 1959 году Герхард Миттер переходит с гонок на мотоциклах на гонки на автомобилях в Формулу-Юниор. Его первая машина была собственной сборки с двухтактным двигателем, встроенным спереди, на основе трехцилиндрового двигателя DKW (1000 AU) и привода на передние колеса, с которого Герхард Миттер начинал принимать участие в горных гонках.
Герхард Миттер одержал 40 побед Lotus 18 DKW и Lotus 22 DKW. Таким образом, он стал самым успешным немецким представителем в Формуле-Юниор.
Герхард Миттер построил свой собственный четырёхтактный двухтактный двигатель для Формулы 2 в соответствии с правилами 1964 года (предел рабочего объёма 1000 см³).
В 1962 году Миттер провел свою первую гонку в Формуле 1 на гоночной трассе Solitude на Lotus 21/24 (не входила в чемпионат мира), заняв шестое место.
Герхард стал частью заводской команды Porsche с 1964 года. С 1966 по 1968 год Герхард Миттер трижды выигрывал чемпионат Европы по горным гонкам для Porsche, а в 1969 году вместе с Удо Шютцем на Porsche 908 в Targa Florio. Во многих других гонках он выигрывал или занимал первое место среди спортивных автомобилей Porsche и прототипов Porsche. Однако преуспеть на гонках 24 часах Ле-Мана ему не удалось.
В 1969 году Герхард Миттер, стремившийся к постоянному месту в команде Формулы 1, заключил контракт на участие в Формуле 2 с командой BMW. На гонке 27 апреля 1969 года в Нюрбургринге он тестировал автомобиль BMW F269, который был разработан вместе с Dornier. Однако после шестого из десяти кругов из-за все более затрудненного управления было решено прервать гонку.
На Гран-при Германии в августе от команды BMW на F269 должны были ездить Хьюберт Хан, Герхард Миттер и Дитер Квестер.
Во втором раунде послеобеденной тренировки 1 августа 1969 года Герхард Миттер погиб в результате несчастного случая на 4,9 километре Нюрбургринга между аэродромом и участками Шведенкройц.
Причиной аварии, вероятно, стал дефект рулевого управления. Однако также выдвигались версии, что причиной послужило неправильно установленное самим Герхард Миттером оборудование (в том числе рулевое управление). Команда BMW (в том числе Ханс Херрманн) отказалась от участия в гонке.
Герхард Миттер оставил после себя жену, а также десятилетнюю дочь и восьмилетнего сына.

### Частная деятельность
В дополнение к участию в гонках Герхард Миттер управлял автосалоном с мастерской и автозаправочной станцией в Беблингене, а также ещё одной мастерской в Тюбингене. 1 января 1969 года он также перенял бизнес отца в Леонберге.
Сын Герхарда Миттера продолжил частную деятельность отца, также в Беблингене он открыл ремонтную мастерскую, которая занимается реставрацией классических автомобилей и мотоциклов.

## Галерея

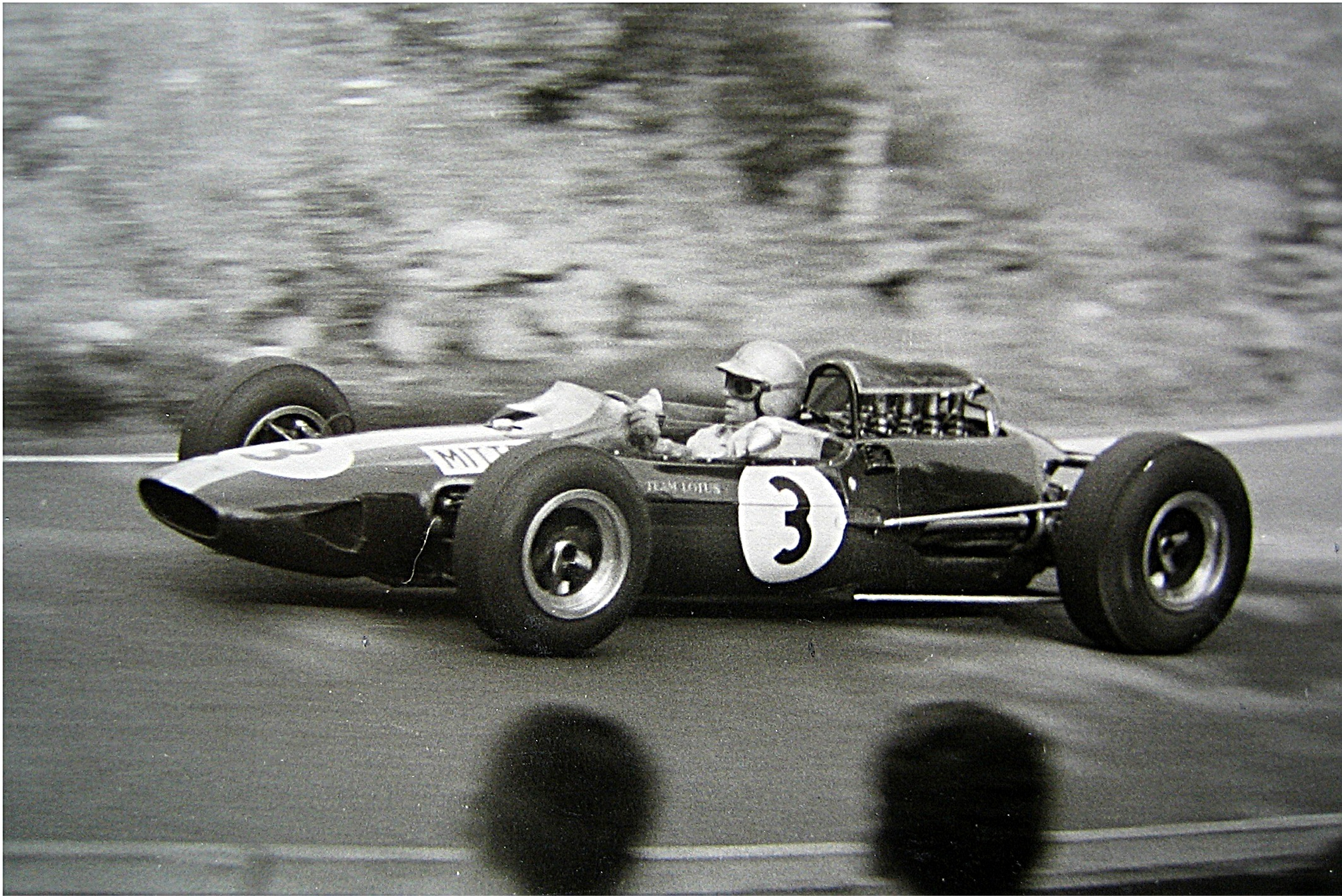
Герхард Миттер на Lotus 25, Гран-при Германии, 1965 год.
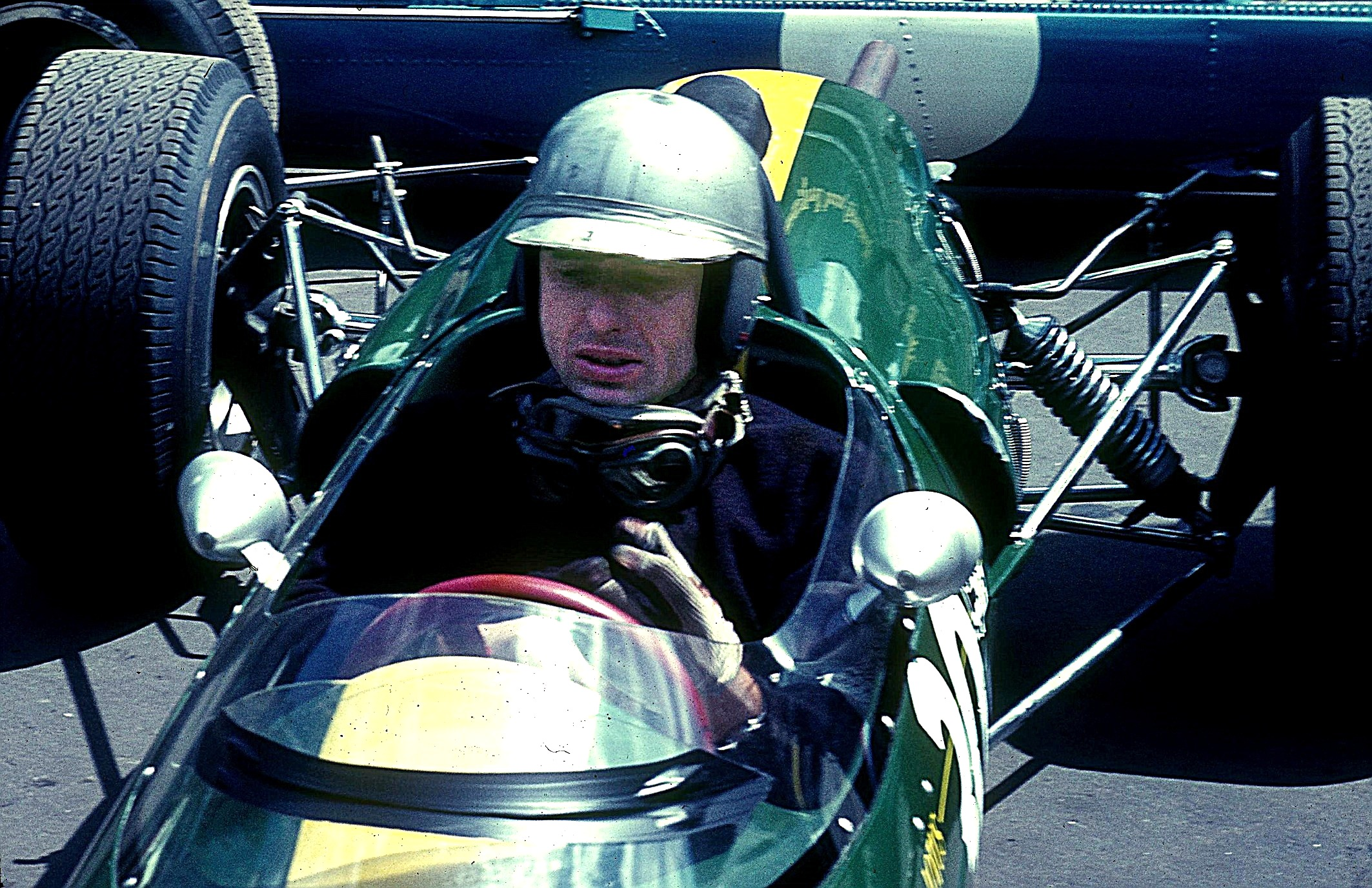
Герхард Миттер на Lotus F2, 1966 год.
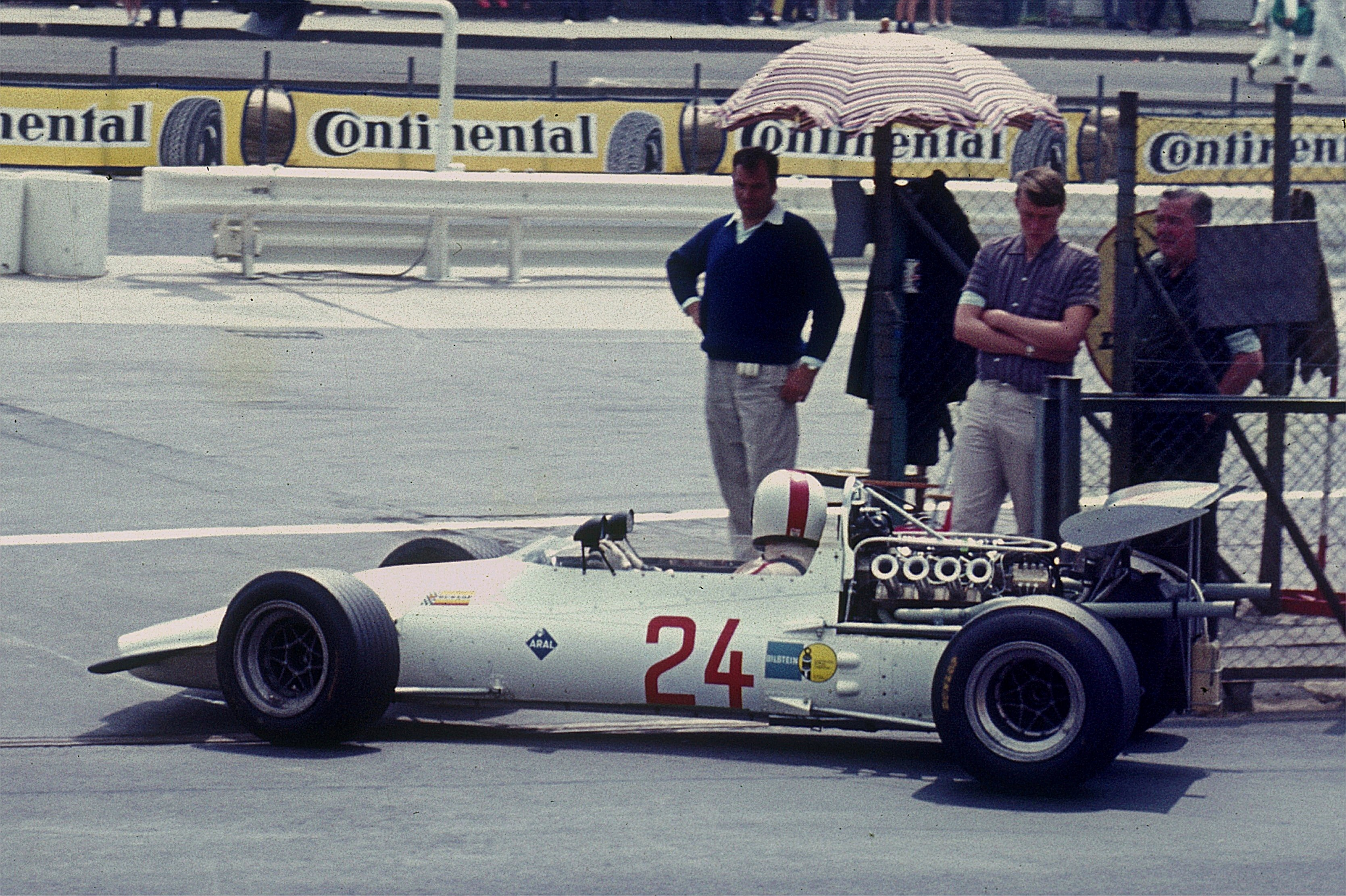
Герхард Миттер 1 августа 1969 года после утренней тренировки на обратном пути в загон на Нюрбургринге.
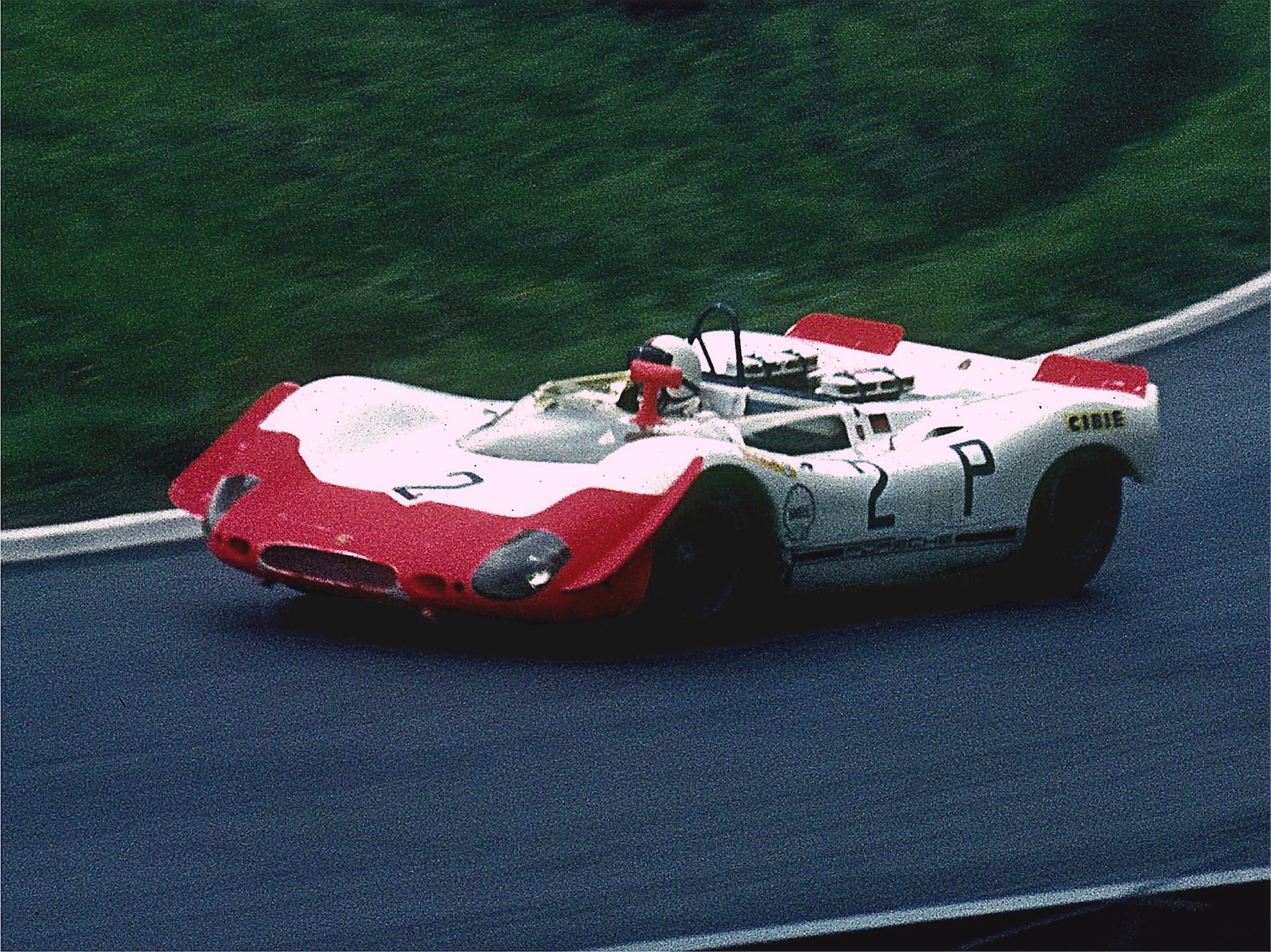
Герхард Миттер на Porsche 908. 1000 км Нюрбургринг. 1969 год.